# Sanju Samson
Sanju Viswanath Samson ( /ˌsʌndʒu_sæmsən/; nacido el 11 de noviembre de 1994) es un jugador de críquet internacional indio que capitanéa al equipo de Kerala en el críquet doméstico y a los Rajasthan Royals en la Indian Premier League. Anteriormente fue capitán del equipo KCA Royals en la Kerala Premier League (President's Cup T20). Formó parte del equipo indio que ganó la Copa Mundial T20 de 2024.
Un bateador y guardián de wicket diestro, fue el vice-capitán del equipo sub-19 de la India para la Copa Mundial de Críquet Sub-19 de 2014. Hizo su debut internacional en el T20 internacional fuera de casa contra Zimbabue en 2015. Debutó en One Day International en 2021 contra Sri Lanka.
Samson comenzó su carrera de críquet en Delhi y luego se trasladó a Kerala. Después de destacar en el críquet juvenil, debutó en primera clase con Kerala en 2011. Debutó en la Premier League en 2013 con los Rajasthan Royals y ganó el Jugador Emergente del Año. Anotó 212 no eliminados en el 2019–20 Vijay Hazare Trophy, la sexta vez que un indio anotó un doble siglo en List A críquet, que también es el segundo doble siglo más rápido en el formato. Sanju anotó su primer siglo ODI en el tercer ODI de la serie de tres partidos contra Sudáfrica el 21 de diciembre de 2023.

## Primeros años
Samson nació el 11 de noviembre de 1994 en una familia cristiana Malayali en Pulluvila, un pueblo costero cerca de Vizhinjam en el distrito de Thiruvananthapuram de Kerala. Su padre, Samson Viswanath, fue anteriormente policía en la Delhi Police y un jugador de fútbol retirado que ha representado a Delhi en la Santhosh Trophy y su madre, Ligy Viswanath, es ama de casa. Su hermano mayor, Saly Samson, ha representado a Kerala en críquet juvenil y actualmente trabaja en la oficina del AG.
Samson pasó su infancia temprana en la colonia residencial de la policía en el barrio de GTB Nagar en Norte de Delhi y estudió en la Rosary Senior Secondary School, Delhi. Se entrenó bajo la dirección del entrenador Yashpal en la academia de DL DAV Model School, Shalimar Bagh. Cuando no fue seleccionado para el equipo sub-13 de Delhi para el Dhruv Pandove Trophy, su padre se retiró voluntariamente del policía de delhi; un año después, se retiró del fútbol y se mudó a Kerala, donde Samson y su hermano continuaron sus carreras en el críquet. En Kerala, asistió al Masters Cricket Club en Thiruvananthapuram antes de cambiar de academias para entrenar bajo la dirección de Biju George en el Medical College Ground, Thiruvananthapuram.

## Educación
Samson se graduó de la escuela secundaria en St. Joseph's Higher Secondary School, Thiruvananthapuram, Kerala. Estudió una licenciatura en literatura inglesa en Mar Ivanios College, Thiruvananthapuram. Aparte del críquet, su aspiración infantil era convertirse en un oficial de servicio de policía indio.

## Juventud y carrera doméstica

### Carrera juvenil
Samson fue miembro del equipo de críquet sub-13 de Kerala en 2007. En el torneo Inter-State sub-13 de KSCA, capitaneó a Kerala y ganó el premio al mejor jugador del torneo anotando 973 carreras, incluyendo cuatro siglos en cinco partidos con un promedio de 108.11. Como miembro del equipo sub-16 de Kerala para el Vijay Merchant Trophy 2008–09, anotó un doble siglo en 138 bolas contra Goa y terminó el torneo como el segundo máximo anotador con 498 carreras, incluyendo dos siglos y dos cincuentas. También fue el capitán de Kerala en los niveles sub-16 y sub-19.
Su actuación en el trofeo Cooch Behar 2010-11 le valió un lugar en el equipo sub-19 de India que jugó la Asia Cup sub-19 ACC 2012, celebrada en Malasia en junio de 2012. Su pobre rendimiento en el torneo hizo que no fuera seleccionado para el equipo de India para la 2012 Under-19 Copa Mundial de Críquet que siguió. Fue nombrado vicepresidente del equipo sub-19 de India para la 2013 Top End Under-19 Series in Australia en junio de 2013. Anotó dos medias centenas en la serie de Youth Test de India sub-19 contra Sri Lanka celebrada de julio a agosto de 2013. En la ACC Under 19 Asia cup 2013 en los EAU, anotó un siglo en la final contra Pakistán, ayudando a India a retener el título. También fue vicepresidente de India en el torneo. En enero de 2014, el BCCI nombró a Sanju vicepresidente del equipo de India para la 2014 Under-19 Copa Mundial de Críquet. Fue el máximo anotador de India en el torneo con una mejor puntuación de 85 carreras en 45 bolas contra Papúa Nueva Guinea.

### Carrera doméstica temprana
Un doble siglo en el torneo Vijay Merchant 2008-09 le permitió unirse al equipo de Kerala para el Ranji Trophy 2009–10. Con solo 14 años, fue el jugador de críquet más joven de Kerala en ser seleccionado para jugar en el Ranji Trophy. También fue incluido en el equipo de Kerala para el Syed Mushtaq Ali Trophy 2009–10 ese mismo año. Hizo su debut en el críquet de primera clase con el equipo el 3 de noviembre de 2011 en el Ranji Trophy 2011–12 contra Vidarbha y su debut en Twenty20 el 16 de octubre de 2011 contra Hyderabad en el Syed Mushtaq Ali Trophy 2011–12. También fue incluido en el equipo de Kerala para el torneo Vijay Hazare 2011-12 e hizo su debut en List-A el 23 de febrero de 2012 contra Andhra Pradesh en la temporada.
Anotó de manera moderada en el trofeo Vijay Hazare 2012–13, en el que Kerala llegó a las semifinales. Anotó su primer siglo en el críquet de primera clase contra Himachal Pradesh en el Ranji Trophy 2012-13, al anotar 127 carreras en 207 bolas. Fue el máximo anotador de Kerala en la temporada Ranji Trophy 2013-14, anotando 530 carreras a un promedio de 58.88. En su primer partido de la temporada 2013–14 contra Assam, anotó su mejor marca de carrera, 211, logrando su primer doble siglo en el Ranji Trophy. En el segundo partido contra Andhra Pradesh, anotó 115 en la primera entrada y 51 en la segunda. Fue incluido en el equipo de Zona Sur para jugar en el Deodhar Trophy 2013–14 en marzo de 2014. En la Australia A Team Quadrangular Series in 2014, terminó como el máximo anotador de India A con 244 carreras en siete entradas, con un promedio de 81.33. Anotó su segundo doble siglo en el Ranji Trophy 2014-15. Fue incluido en el equipo de Zona Sur para jugar en el Deodhar Trophy 2014–15 en noviembre de 2014.

### Temporadas inconsistentes
Samson fue nombrado capitán de Kerala para la temporada Ranji Trophy 2015–16. Con 20 años, es el jugador más joven de Kerala en capitanear al estado en el Ranji Trophy. Comenzó la temporada con un siglo pero no logró convertirlo en una temporada exitosa.
Comenzó la siguiente temporada de Ranji anotando 154 contra Jammu y Cachemira pero nuevamente no logró impresionar durante el resto de la temporada. Se le emitió un aviso de justificación por parte de la asociación de críquet de Kerala por presuntos actos de indisciplina durante un partido del torneo.

### Regreso a la forma
Samson fue el máximo anotador para Kerala en el 2017–18 Ranji Trophy, con 627 carreras en siete partidos. En un partido crucial contra Saurashtra, anotó 68 en la primera entrada y 175 en 180 bolas en la segunda entrada, ayudando a su equipo a lograr una victoria por 309 carreras y asegurar una plaza en los cuartos de final. Kerala avanzó a su primer cuartos de final en la historia del Ranji Trophy en la temporada, con Samson siendo uno de sus principales jugadores.
En noviembre de 2017, fue designado capitán del Board President's XI, reemplazando a un Naman Ojha lesionado para un partido de dos días contra Sri Lanka. Anotó un siglo contra el equipo visitante, terminando el partido en un empate.
En agosto de 2018, fue uno de los ocho jugadores multados por la asociación de críquet de Kerala, tras mostrar disidencia contra el capitán de Kerala, Sachin Baby.
En septiembre de 2019, anotó 91 carreras en 48 bolas en el quinto partido no oficial List-A entre India A y el equipo Sudáfrica A y fue galardonado con el premio al mejor jugador del partido.
En octubre de 2019, durante el partido del 2019–20 Vijay Hazare Trophy entre Kerala y Goa, Sanju duplicó su primer siglo en List-A. Fue el segundo doble siglo más rápido y el más rápido por un indio en el formato. También fue la mayor puntuación realizada por un guardián de wicket en un partido List-A con 212 carreras invictas en 129 bolas. Su asociación de 338 carreras con el capitán de Kerala Sachin Baby en el partido es la más alta en críquet List-A para el críquet indio y la tercera más alta en el formato. El impacto de esta entrada le valió una convocatoria nacional después de cuatro años, ya que fue seleccionado para jugar en la serie contra Bangladés.
Fue nombrado capitán del equipo de Kerala antes del 2020–21 Syed Mushtaq Ali Trophy. Kerala llegó a los cuartos de final del 2021-22 Syed Mushtaq Ali Trophy y 2021-22 Vijay Hazare Trophy bajo su liderazgo.
En septiembre de 2022, fue nombrado capitán del equipo India A para una serie de 3 ODI contra el equipo de Nueva Zelanda A. India barrió a Nueva Zelanda, con Samson siendo el máximo anotador de la serie.

## Carrera internacional

### Primera convocatoria y debut (2014–15)
En agosto de 2014, Sanju fue seleccionado para el equipo de 17 jugadores de India para jugar en 5 ODI y un Twenty20 contra el equipo de Inglaterra. Sin embargo, no llegó a formar parte del once titular en ninguno de los partidos y permaneció como guardameta suplente de M. S. Dhoni. En octubre de 2014, fue llamado al equipo de Twenty20 para jugar un único T-20 contra las Indias Occidentales, que luego fue cancelado. En diciembre de 2014, fue incluido en la lista de probables de 30 miembros de India para la 2015 Copa Mundial de Críquet, pero no fue incluido en el equipo final. En julio de 2015, fue incorporado al equipo indio para enfrentar a Zimbabue en un ODI y dos T20I como reemplazo por lesión de Ambati Rayudu. Hizo su debut en T20I contra Zimbabue en Harare el 19 de julio de 2015. Tras un colapso en el orden superior, Samson añadió 36 carreras en el sexto wicket, junto a Stuart Binny en una persecución de baja puntuación. India perdió eventualmente el partido contra Zimbabue por 10 carreras.

### Regreso y carrera intermitente (2019–21)
En octubre de 2019, fue convocado nuevamente al equipo indio después de cuatro años, como parte del equipo de Twenty20 International (T20I) de India para su serie contra Bangladés; pero no jugó en ningún partido. En noviembre de 2019, fue añadido al equipo indio para la serie de T20I contra las Indias Occidentales como reemplazo del lesionado Shikhar Dhawan. En diciembre de 2019, fue incluido en el equipo de T20I para jugar contra Sri Lanka. Jugó en el tercer T20I, quedándose fuera en la segunda bola después de golpear la primera para un seis. También fue seleccionado para la serie de T20I durante la gira de India por Nueva Zelanda, reemplazando al lesionado Shikhar Dhawan, pero no logró destacarse con el bate con una serie de bajas puntuaciones.
En octubre de 2020, fue incluido en el equipo de Twenty20 International (T20I) de India para su serie contra Australia. El 9 de noviembre de 2020, fue añadido al equipo de One Day International (ODI) de India, también para su serie contra Australia. Jugó los tres T20s, pero no logró impresionar. Fue excluido del equipo de Twenty20 International de India para su siguiente serie contra Inglaterra.
En junio de 2021, fue incluido en los equipos de One Day International (ODI) y Twenty20 International (T20I) de India para su serie contra Sri Lanka. Hizo su debut en ODI el 23 de julio de 2021 en el tercer ODI, jugando una entrada de 46 en 46 bolas y terminó en el equipo perdedor. Defraudó con el bate en la serie de T20, en la cual un equipo de India mermado perdió ante Sri Lanka 2-1, con Samson anotando solo 34 carreras. No fue incluido en el equipo de India para la 2021 ICC Men's T20 World Cup, celebrada en octubre de 2021, debido a su pobre forma en T20s.

### Entre las actuaciones (2022–en adelante)
En febrero de 2022, fue incluido en el equipo de T20 de India para su serie contra Sri Lanka. No bateó en el primer partido, pero anotó 39 y 18 en los siguientes dos partidos. En junio de 2022, fue incluido en el equipo de India para su serie T20I contra Irlanda. En el segundo partido de la serie, anotó su primer medio siglo en T20I, haciendo 77 carreras en 42 bolas. Su asociación con Deepak Hooda de 176 carreras fue la mayor asociación para el segundo wicket en T20I masculino y la mayor asociación para cualquier wicket en India.
En junio de 2022, fue incluido en el equipo de India para el primer T20I de su serie contra Inglaterra, pero no apareció en el once inicial. En julio de 2022, fue incluido en el equipo de India para su serie ODI contra las Indias Occidentales. Anotó su primer medio siglo en ODI en el segundo partido de la serie. Su asociación de 99 carreras con Shreyas Iyer en el cuarto wicket sentó las bases para la victoria de India. El 29 de julio de 2022, fue agregado al equipo de T20I de India para su serie contra las Indias Occidentales, después de que KL Rahul dio positivo por COVID-19, y anotó 30* y 15 en los últimos dos partidos, respectivamente.
En octubre de 2022, fue incluido en el equipo de India para la serie de T20I contra Sudáfrica, y en la selección de la Copa Mundial T20 de India. Sin embargo, no jugó ningún partido. En el partido final, hizo 30 no fuera y 3 en los partidos contra Sudáfrica, en el tercero y cuarto partido, respectivamente.No fue seleccionado para el Copa Mundial T20 2022. En diciembre de 2022, fue seleccionado para la serie T20 contra Sri Lanka, pero anotó solo 5 carreras en el primer partido y quedó descartado para los dos partidos restantes debido a una lesión en la rodilla izquierda mientras intentaba detener una pelota cerca de las vallas durante el 1.er T20I. En junio de 2023, fue incluido en las selecciones de ODI y T20 para la gira por las Indias Occidentales. Anotó 51 carreras en 41 bolas en el tercer ODI pero tuvo una serie T20 difícil en la que anotó 12, 7 y 13, respectivamente, y no tuvo oportunidad de batear en los tercer y cuarto partidos. También fue seleccionado para la siguiente serie T20 en el extranjero contra Irlanda, donde anotó 40 carreras en 26 bolas en el segundo T20.
El 30 de noviembre de 2023, fue seleccionado en el equipo de India para la serie ODI de 3 partidos contra Sudáfrica. Anotó su primer siglo en el tercer ODI de la serie, logrando 108 carreras en 114 bolas, lo que resultó ser decisivo ya que India ganó el partido decisivo de la serie por 78 carreras. Fue galardonado con el premio al Jugador del Partido.
El 30 de abril de 2024, fue incluido en el equipo de 15 miembros de India para la Copa Mundial T20 ICC 2024 que se celebrará en Estados Unidos y Indias Occidentales.

## Indian Premier League
| Estación        | Equipo           | Partidos | Runs |
| --------------- | ---------------- | -------- | ---- |
| 2013            | Rajasthan Royals | 11       | 206  |
| 2014            | Rajasthan Royals | 13       | 339  |
| 2015            | Rajasthan Royals | 14       | 204  |
| 2016            | Delhi Capitals   | 14       | 291  |
| 2017            | Delhi Capitals   | 14       | 386  |
| 2018            | Rajasthan Royals | 15       | 441  |
| 2019            | Rajasthan Royals | 12       | 342  |
| 2020            | Rajasthan Royals | 14       | 375  |
| 2021            | Rajasthan Royals | 14       | 484  |
| 2022            | Rajasthan Royals | 17       | 458  |
| 2023            | Rajasthan Royals | 14       | 362  |
| 2024            | Rajasthan Royals | 16       | 531  |
|                 | Total            | 168      | 4419 |
| Fuente: IPL T20 |                  |          |      |

Samson fue incluido en la lista de jugadores de Kolkata Knight Riders antes de la Indian Premier League 2009. Fue fichado por Kolkata Knight Riders antes de la Indian Premier League 2012 pero no jugó y fue liberado antes de la Indian Premier League 2013. Fue fichado para jugar en Rajasthan Royals en 2013. Hizo su debut en la IPL con Rajasthan contra Kings XI Punjab el 14 de abril de 2013 después de que el guardameta habitual Dishant Yagnik no se recuperara de una lesión. En su segundo partido, anotó 63 carreras en 41 pelotas, convirtiéndose en el entonces jugador más joven en la IPL en anotar un medio siglo. Ganó el premio al Mejor Jugador Joven de la temporada 2013 con 206 carreras y seis stumping en 10 innings.
Samson hizo su debut en la Champions League Twenty20 con Rajasthan Royals contra Mumbai Indians el 21 de septiembre de 2013 y anotó 54 carreras en 47 pelotas, convirtiéndose en el jugador más joven en anotar un medio siglo en CLT20. Fue retenido por Rajasthan antes de la temporada 2014.
En 2016, Delhi Capitals fichó a Samson después de que Rajasthan fuera suspendido de la competición durante dos años tras ser hallado culpable en una investigación de apuestas ilegales y arreglo de partidos. Anotó su primer siglo en T20 contra Rising Pune Supergiants durante la 2017 Indian Premier League.

Regresó a Rajasthan en la subasta de 2018 IPL Anotó su segundo siglo en IPL en la siguiente temporada, logrando 102* sin out contra Sunrisers Hyderabad. Durante la temporada 2020, Sanju anotó 74 carreras en 32 pelotas contra Chennai Super Kings. Lideró a Rajasthan en la mayor persecución de carreras exitosa en la historia de IPL con 85 carreras en 42 pelotas contra Kings XI Punjab en el siguiente partido. Jugó su partido número 100 de IPL, más adelante en la temporada.
En enero de 2021, Samson fue nombrado capitán de los Rajasthan Royals antes del 2021 Indian Premier League. Marcó un siglo en su primer partido como capitán, convirtiéndose en el primer capitán de IPL en lograr esta hazaña. Completó 3000 carreras en IPL más tarde en la temporada.
En noviembre de 2021, fue retenido por los Rajasthan Royals antes del 2022 Indian Premier League. Samson superó a Ajinkya Rahane para convertirse en el máximo anotador de carreras de todos los tiempos para los Rajasthan durante la temporada. Rajasthan llegó a la final y terminó como subcampeón bajo su liderazgo.
En la 2023, jugó como capitán de los Rajasthan Royals y anotó 245 carreras con 3 medias centurias durante la temporada, terminando en la 5.ª posición en la tabla de puntos.
En el IPL 2024, los Rajasthan Royals ganaron 8 partidos de sus primeros 9 partidos bajo su liderazgo. Samson anotó 531 carreras en 16 partidos con 5 medias centurias, siendo considerada la mejor temporada de su carrera. En esta temporada, los Rajasthan Royals terminaron la fase de liga en la 3.ª posición en la tabla de puntos y avanzaron al Clasificatorio 2, pero fueron derrotados por Sunrisers Hyderabad por 36 carreras.

## Estilo de juego

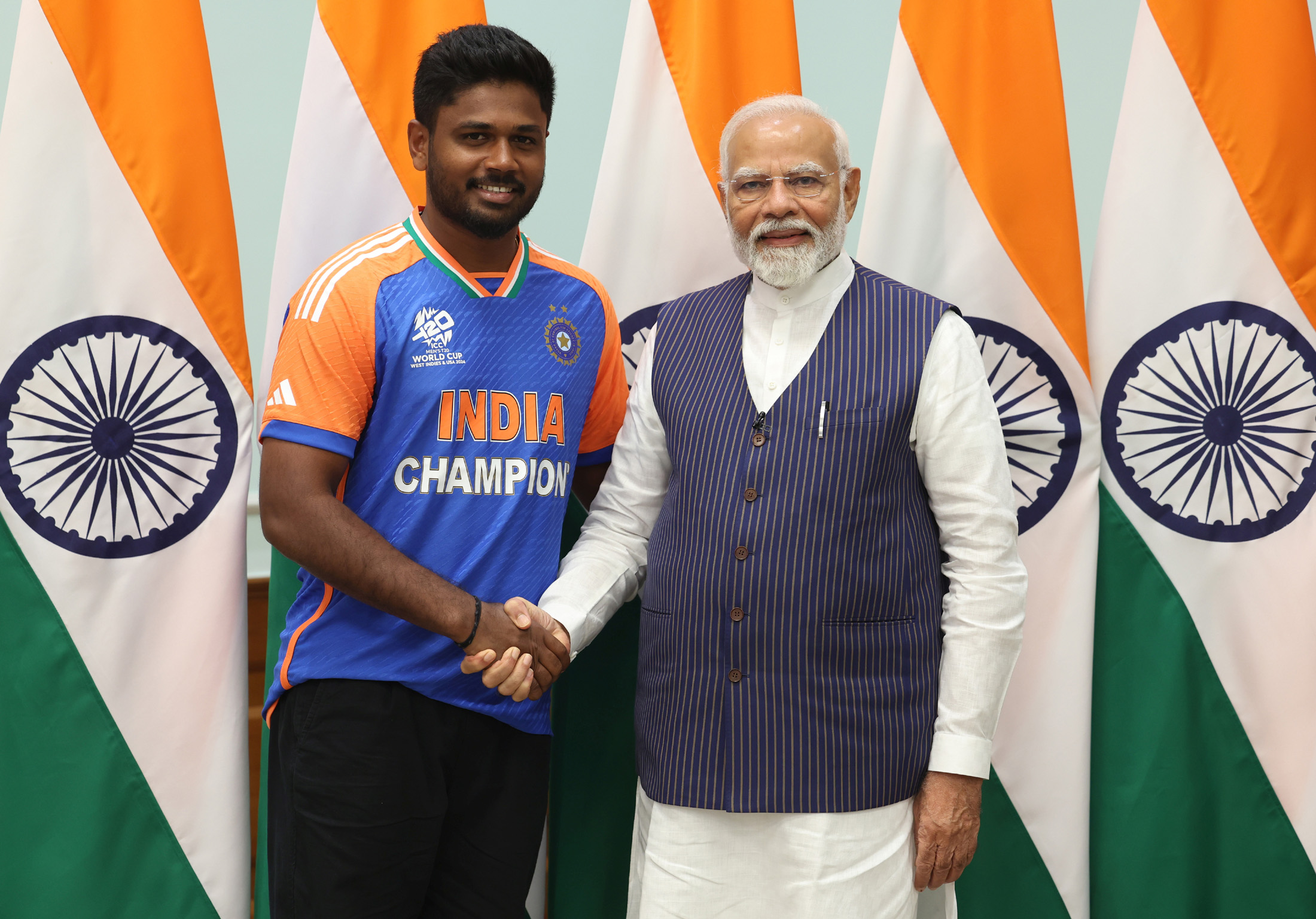
Samson con Narendra Modi en 2024

Sanju Samson es un bateador naturalmente agresivo y elegante que es aclamado como un talento natural con técnicas de bateo de calidad y habilidades de wicket-keeping. Él sostiene el bate alto en el mango y mantiene un hombro suelto, y está equipado con manos rápidas, antebrazos poderosos y una excelente coordinación mano-ojo. Se le considera un excelente temporizador de la pelota que se mantiene mayormente en su rango entre cover y fine-leg. Prefiere mantenerse inmóvil en el crease y rara vez se desplaza hacia adelante para jugar tiros. Tiene la capacidad de jugar tiros rectos y prefiere golpear recto sobre la cabeza del lanzador. Puede realizar tiros aéreos sin mover la cabeza.
Su potencia ha sido comparada con la de bateadores poderosos como Rohit Sharma y AB de Villiers, quienes pueden golpear la pelota con un esfuerzo aparentemente mínimo. Su estilo de bateo ha sido descrito como "temerario" en el críquet Twenty20. Sin embargo, tiene una debilidad para rotar el strike.
También es un fildeador atlético que generalmente fildea en el campo exterior, pero es flexible para fildear en cualquier posición. Ha sido a menudo criticado por ser inconsistente a lo largo de los años. También ha sido criticado a menudo por sus selecciones de tiro y temperamento.

## Fuera del críquet
A partir de 2016, Sanju trabaja como gerente de Bharat Petroleum, Thiruvananthapuram. En 2018, inauguró una academia deportiva, denominada "Six Guns Sports Academy", dedicada a la formación en críquet y fútbol para jóvenes en Thiruvananthapuram. Fue nombrado icono estatal de Kerala, en preparación para las elecciones a la Asamblea Legislativa de Kerala de 2021. En febrero de 2023, el club Indian Super League Kerala Blasters FC anunció el nombramiento de Sanju como su embajador de marca para representar al club y sus valores dentro y fuera del campo.

### Vida personal
Sanju anunció su matrimonio con su novia de largo tiempo, Charulatha Remesh, nativa de Thiruvananthapuram, el 8 de septiembre de 2018 a través de sus plataformas de redes sociales. La pareja fue compañera en Mar Ivanios College. El matrimonio se celebró en una ceremonia privada en Kovalam el 22 de diciembre de 2018. La recepción de la boda tuvo lugar en Nalanchira el mismo día, con el único críquet destacado presente siendo el exentrenador y mentor de Samson, Rahul Dravid.

## Valor neto
A partir de 2024, el valor neto de Sanju Samson se estima en aproximadamente ₹75 crore, lo que equivale a unos 10 millones de USD. Sus principales fuentes de ingresos y riqueza incluyen su salario como jugador de críquet profesional, patrocinios y diversas asociaciones con marcas.
Sanju Samson ha hecho importantes contribuciones al críquet indio, jugando para el equipo nacional y representando a los Rajasthan Royals en la Indian Premier League (IPL). Sus actuaciones consistentes en el críquet nacional e internacional no solo han mejorado su reputación, sino que también han contribuido a su éxito financiero. Además, ha estado asociado con varias marcas de alto perfil, aumentando aún más sus ingresos mediante lucrativos acuerdos de patrocinio.
Más allá de su carrera profesional, las inversiones y otros negocios de Samson también juegan un papel en su patrimonio neto total. Su agudeza financiera y decisiones estratégicas fuera del campo han garantizado un crecimiento constante en su riqueza, consolidándolo como una de las figuras prominentes del críquet indio en la actualidad.